# Doctor Strange (film)
Doctor Strange er en amerikansk superheltefilm om Marvel-figuren Doctor Strange. Filmen er Instrueret af Scott Derrickson og skrevet af C. Robert Cargill og Jon Spaihts. Hovedrollen som Doctor Strange bliver spillet af Benedict Cumberbatch med øvrige medvirkende som Chiwetel Ejiofor, Rachel McAdams, Michael Stuhlbarg, Mads Mikkelsen og Tilda Swinton.

## Medvirkende
- Benedict Cumberbatch − Dr. Stephen Strange/Doctor Strange[2]
- Chiwetel Ejiofor − Baron Mordo
- Rachel McAdams - Christine Palmer
- Michael Stuhlbarg − Nicodemus West
- Mads Mikkelsen - Kaecilius
- Tilda Swinton - Ancient One
- Benedict Wong − Wong
- Scott Adkins
- Amy Landecker
- Stan Lee